# Sơn cánh kiến

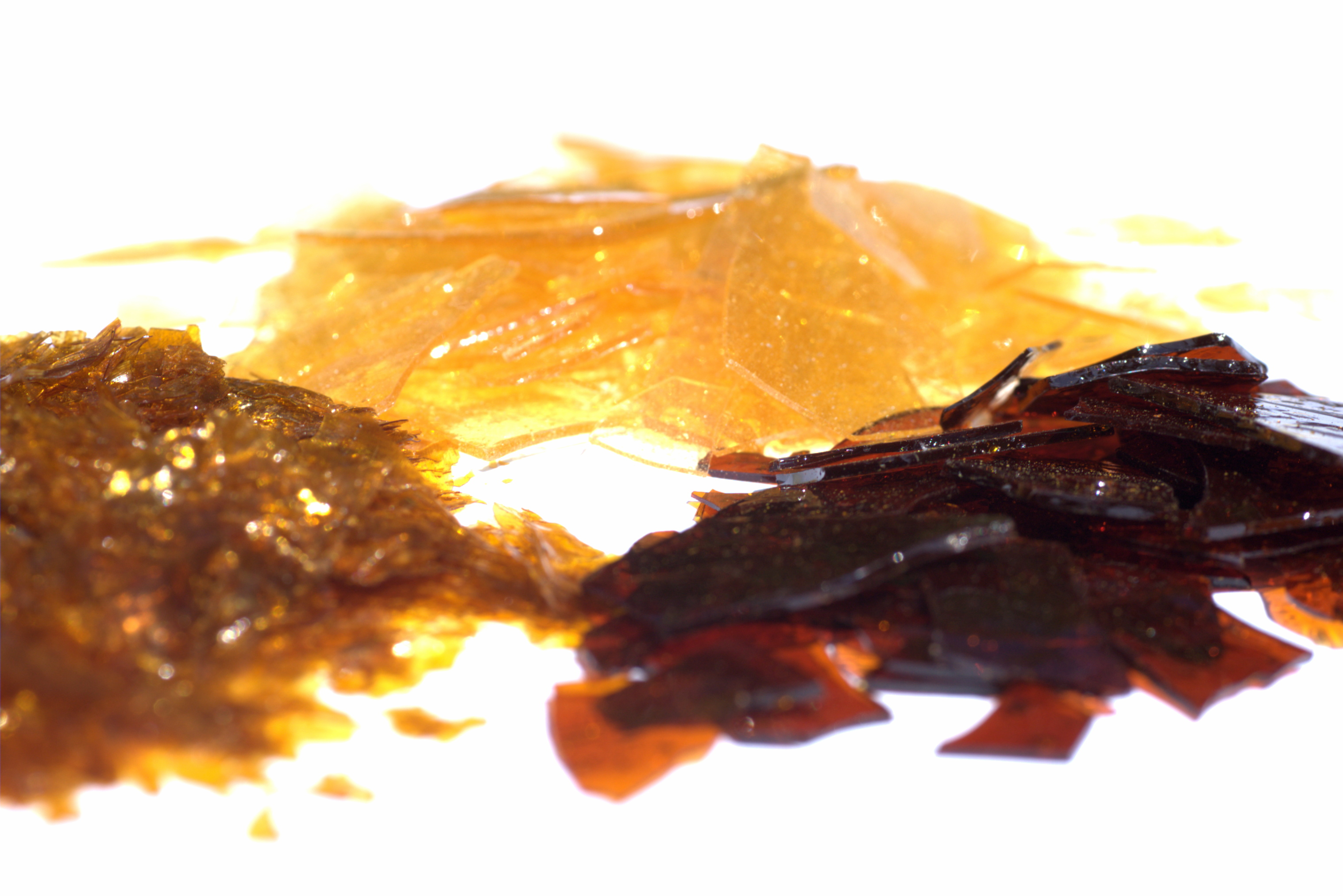
Nhựa cánh kiến

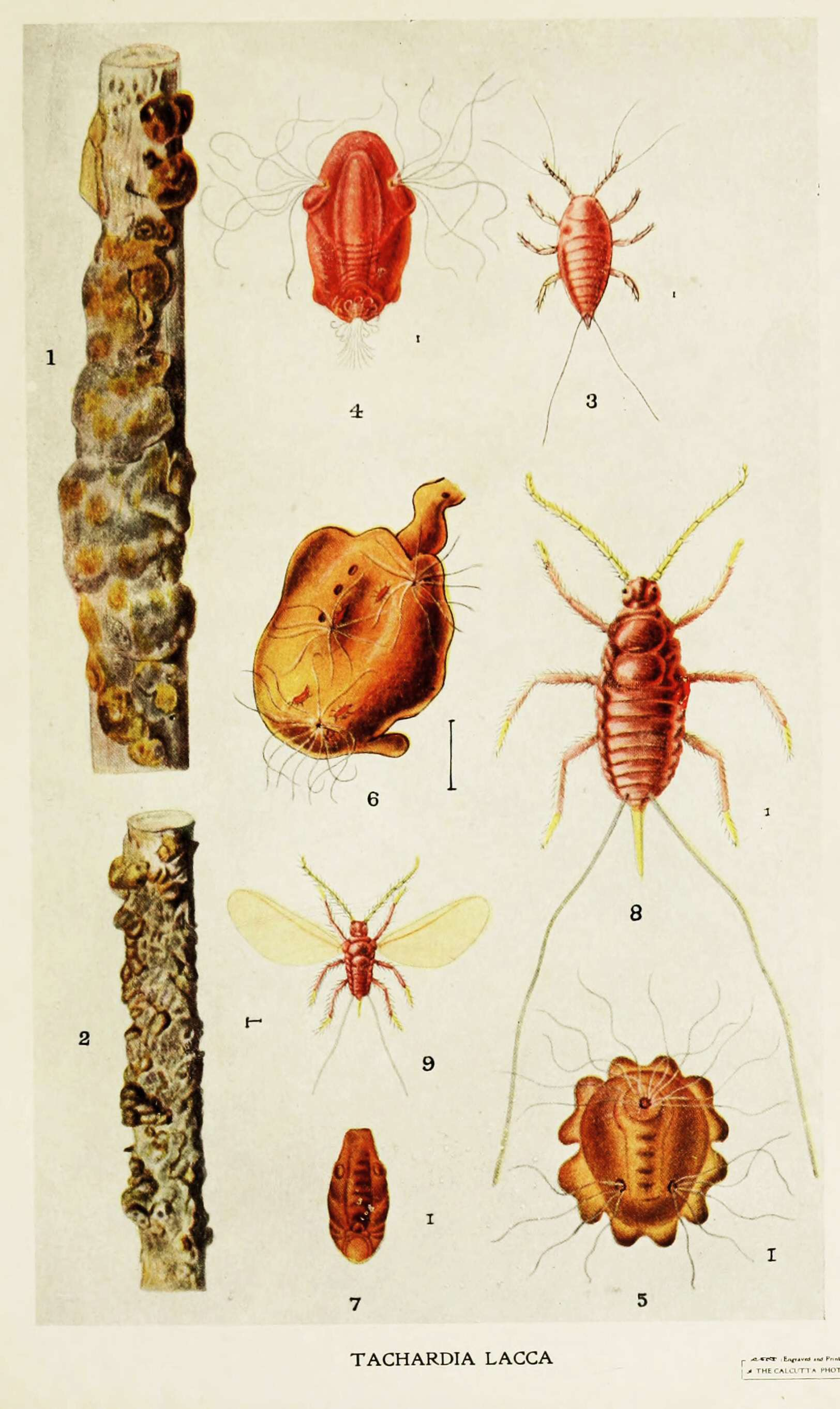
Hình các loại bọ Kerria lacca do Harold Maxwell-Lefroy vẽ năm 1909

Sơn cánh kiến hay nhựa cánh kiến là một hóa chất do bọ cánh kiến đỏ Kerria lacca thuộc họ Kerriidae tiết ra. Bọ này sống trên thân một số cây gỗ trong rừng ở Ấn Độ và Đông Nam Á.
Sau khi thu hoạch thành phẩm khô, vật liệu này được đem hòa tan trong cồn để thu được sơn cánh kiến, dùng trong quét lên gỗ cùng các vật dụng khác để tạo lớp vỏ bóng.
Sơn cánh kiến có khi được dùng quết lên thực phẩm.
Trước thế kỷ 20 nó là nguyên liệu quý, được các nhà buôn phương tây săn lùng. Hiện nay các loại sơn và chất tạo màu tổng hợp đã thay thế tất cả, nên cánh kiến không còn được sử dụng.

## Việt Nam
Ở Việt Nam nhựa cánh kiến được dùng trong tục nhuộm răng.
Ngoài ra về mặt ngoại giao thời phong kiến xưa thì sơn cánh kiến là một mặt hàng trao đổi như trong trường hợp các bộ lạc người Thượng từng dâng các vua Chiêm Thành, Chân Lạp và theo đó vua Chân Lạp dâng vua chúa Việt Nam như một cống phẩm. Kể từ triều Gia Long thì Miên vương mỗi ba năm dâng cống vật cho vua nhà Nguyễn ngoài sừng tê giác, ngà voi còn có cả 50 cân cánh kiến.
Đến cuối thế kỷ 20 cánh kiến được nuôi và thu hoạch tại một số vùng sơn cước thuộc Thanh Hóa như một lâm sản.